# Retjons
Retjons (en francès Retjons) és un municipi francès situat al departament de les Landes i a la regió de la Nova Aquitània.

## Demografia
| 1962                                       | 1968 | 1975 | 1982 | 1990 | 1999 | 2007 |
| ------------------------------------------ | ---- | ---- | ---- | ---- | ---- | ---- |
| 575                                        | 479  | 369  | 297  | 313  | 278  | 331  |
| Des de 1962: població sense dobles comptes |      |      |      |      |      |      |

## Administració
| Període | Identitat            | Partit |
| ------- | -------------------- | ------ |
| 2001-   | Jean-Pierre Sendrane |        |